# Orville Alton Turnquest
Orville Alton Turnquest (19 de julio de 1929) fue el primer ministro y Ministro de Relaciones Exteriores de Bahamas desde 1992 hasta 1994, así como Gobernador General del archipiélago desde el 3 de enero de 1995 hasta su retiro el 13 de noviembre de 2001.
| Predecesor: Clifford Darling | Gobernador General de Bahamas 1995 –2001 | Sucesor: Ivy Dumont |